# لاري ريفرز
لاري ريفرز (بالإنجليزية: Larry Rivers) هو نحات ورسام أمريكي، ولد في 17 أغسطس 1923 في نيويورك في الولايات المتحدة، وتوفي بنفس المكان في 14 أغسطس 2002.

## وصلات خارجية
- لاري ريفرز على موقع IMDb (الإنجليزية)
- لاري ريفرز على موقع الموسوعة البريطانية (الإنجليزية)
- لاري ريفرز على موقع ميوزك برينز (الإنجليزية)
- لاري ريفرز على موقع إن إن دي بي (الإنجليزية)
- لاري ريفرز على موقع ديسكوغز (الإنجليزية)
- لاري ريفرز على موقع قاعدة بيانات الفيلم (الإنجليزية)